# Csaba Somogyi
Csaba Somogyi (* 7. dubna 1985, Dunaújváros, Maďarsko) je maďarský fotbalový brankář hrající za anglický klub Fulham FC. Poté, co hrál několik let v jeho rodném Maďarsku, v létě roku 2011 podepsal jednoroční smlouvu ve Fulhamu, kam si ho přivedl Martin Jol, bývalý trenér nizozemského Ajaxu Amsterdam.